# Happy Together (film, 1997)
Pour les articles homonymes, voir Happy Together.
Pour plus de détails, voir Fiche technique et Distribution.
Happy Together (春光乍洩, Cheun Gwong Tsa Sit) est un film hongkongais réalisé par Wong Kar-wai, sorti en 1997.

## Synopsis
Ho Po-wing et Lai Yiu-fai sont originaires de Hong Kong. Un jour, ils décident de partir quelque peu à l'aventure, très loin, là-bas, en Amérique du Sud. Presque à l'autre bout du monde. Ils s'aiment parfois, se querellent souvent et se quittent, irrémédiablement. Pour mieux se retrouver, et repartir de zéro, comme ils tiennent tant à se le rappeler.

## Fiche technique
- Titre : Happy Together
- Titre original : 春光乍洩, Cheun gwong tsa sit
- Réalisation : Wong Kar-wai
- Scénario : Wong Kar-wai
- Production : Chan Ye-cheng et Wong Kar-wai
- Musique : Danny Chung, avec des chansons de Frank Zappa
- Photographie : Christopher Doyle
- Montage : William Chang et Wong Ming-lam
- Pays de production : Hong Kong
- Format : couleurs, noir et blanc - 1,85:1 - Dolby - 35 mm
- Genre : drame, romance
- Durée : 96 minutes
- Dates de sortie :
  - Hong Kong :  30 mai 1997
  - France : 10 décembre 1997

## Distribution
- Leslie Cheung (VF : Damien Boisseau) : Ho Po-wing
- Tony Leung Chiu-wai (VF : Alexandre Gillet)  : Lai Yiu-fai
- Chang Chen (VF : Damien Witecka)  : Chang
- Gregory Dayton : l'amoureux
- Ng Man-tat : le patron de Siu-fa

## Autour du film
- Le cinéaste est parti du roman The Buenos Aires Affair, de Manuel Puig, pour écrire un scénario totalement original.
- Dans le film, Lai quitte Buenos Aires pour les chutes d'Iguazú. La séquence est filmée en plongée, la voiture filant sur une voie express. Elle est accompagnée par la chanson Cucurrucucú paloma. Barry Jenkins, dans son film Moonlight, lors la troisième partie, Black, a inséré la même scène avec Chiron partant pour Miami retrouver Kevin (même plan, même chanson)[1].

## Distinctions

### Récompenses
- Prix de la mise en scène au Festival de Cannes 1997.
- Prix de la meilleure photographie (Christopher Doyle), lors du Golden Horse Film Festival 1997.
- Prix du meilleur film étranger, lors de l'Arizona International Film Festival 1998.
- Prix du meilleur acteur (Tony Leung Chiu-wai), lors des Hong Kong Film Awards 1998.
- Prix du film du mérite, lors des Hong Kong Film Critics Society Awards 1998.

### Nominations
- Nominations pour le meilleur acteur (Leslie Cheung) et meilleur réalisateur, lors du Golden Horse Film Festival 1997.
- Nominations pour le meilleur film, meilleur acteur (Leslie Cheung), meilleur second rôle masculin (Chen Chang), meilleur réalisateur, meilleure photographie, meilleure direction artistique, meilleurs costumes et meilleur montage, lors des Hong Kong Film Awards 1998.
- Nomination pour le prix du meilleur film étranger, lors des Independent Spirit Awards 1998.